# La calle del hijo menor
"La calle del hijo menor" (en ruso: «Улица младшего сына») es un libro escrito por Lev Kassil y Max Polianovsky, que le dio al primero el Premio Stalin en 1951. 
Relata la historia del joven pionero soviético Volodia Dubinín, su primera infancia, el ambiente antes de la II Guerra Mundial, la invasión alemana, la vida en la clandestinidad, la resistencia, la guerrilla, el paso a la adolescencia en ese marco, la retirada alemana, la entrega de Volodia por su patria.
El libro toma su nombre del hecho que en Kerch existe una calle llamada Volodia Dubinín, y del que Volodia fuera el hijo menor de Evdoquía Timoféievna y Nikífor Semiónovich.